# Almased
Almased ist ein deutsches Familienunternehmen, das unter der gleichnamigen Marke einen Eiweiß-Drink (Shake) als Mahlzeitenersatz zur Gewichtsreduktion und -regulierung vertreibt.
Der globale Hauptsitz liegt in Bienenbüttel (Niedersachsen), mit weiteren Geschäftsstellen in den Vereinigten Staaten, Kanada und England. Die Formula-Diät ist in der Originalrezeptur sowie einer laktosefreien Variante erhältlich.

## Geschichte
Almased wurde Mitte der 1980er Jahre vom Heilpraktiker Hubertus Trouillé im niedersächsischen Ort Bienenbüttel entwickelt. Die Rezeptur aus Soja, Joghurt und Honig entstand an seinem heimischen Küchentisch. Ursprünglich wollte Trouillé ein Mittel herstellen, das den schlecht funktionierenden Stoffwechsel seiner Patienten anregte. Es stellte sich jedoch bald heraus, dass Almased zusätzlich auch eine schnelle Gewichtsabnahme förderte. Der Durchbruch kam 1996 mit dem Buch „Die Markert-Diät“ des gleichnamigen Arztes, der als Teil seines Konzeptes eine Fastenkur mit Almased anriet. 2004 zeigte eine internationale Studie, dass die Diät-Shakes die Fettverbrennung unterstützen und dabei helfen, Muskelmasse zu erhalten. Heute ist Almased unter anderem für seine Werbefilme mit der Bulldogge bekannt. Das Unternehmen wird derzeit von Hubertus Trouillés Sohn André Trouillé geleitet.
Der Umsatz wurde für 2015 auf 100 Millionen Euro geschätzt. Lange Zeit hatte Almased mit mehr als 50 % eine marktbeherrschende Stellung auf dem Diätmarkt. 2014 hatte Almased sogar laut OLG Köln einen Marktanteil von 80 % und war damit mit weitem Abstand Marktführer in dem Produktsegment der diätetischen Lebensmittel. Den hohen Bekanntheitsgrad bestätigte auch das OLG Hamburg.

## Kritik
In die Kritik geriet Almased unter anderem wegen der Werbung für das Produkt durch Apotheker und Ärzte. Im Jahr 2015 befand das Landgericht Lüneburg, dass solche Werbung gegen die Health-Claims-Verordnung der EU verstößt, nach der Ärzte, wie der Freiburger Professor Aloys Berg, nicht für Produkte werben dürfen.
Im Test der Zeitschrift Öko-Test (Ausgabe Januar 2019) erhielt das Produkt Almased Vitalkost wegen seiner Inhaltsstoffe die Note ungenügend.